# Thabena litaoensis
Thabena litaoensis är en insektsart som först beskrevs av Yang 1994.  Thabena litaoensis ingår i släktet Thabena och familjen sköldstritar. Inga underarter finns listade i Catalogue of Life.